# Georg Königstein

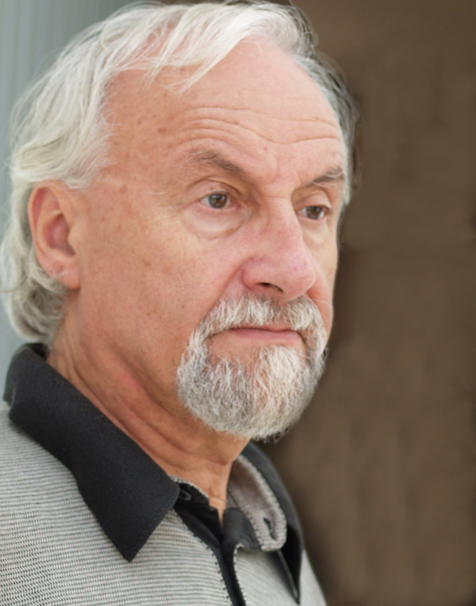
Georg Königstein 2011

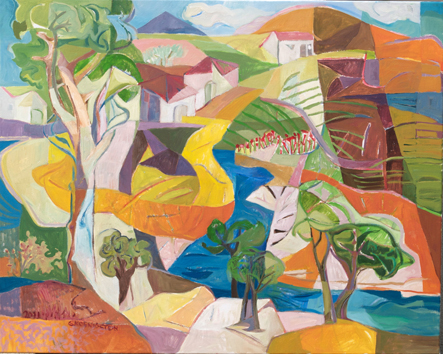
Kellergasse in N.Ö.

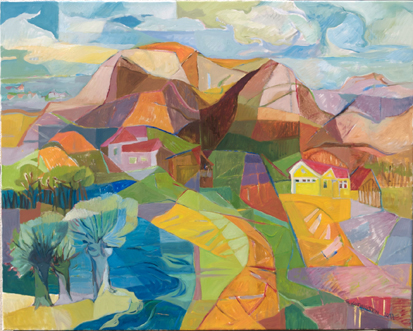
Landschaft in N.Ö.

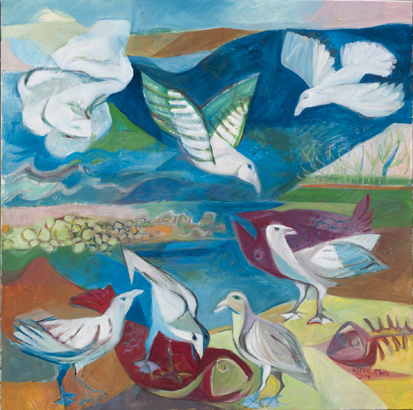
Strandleben

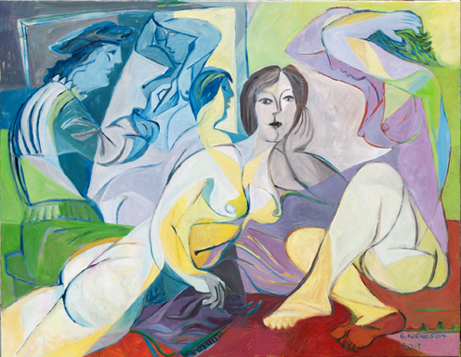
Vermeer van Delft in seinem Atelier

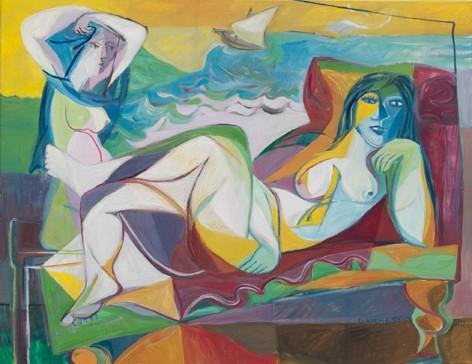
Liegende

Georg Königstein (* 30. Juli 1937 in Wien) ist ein österreichischer Maler, Grafiker, Illustrator, Pressendrucker und Verleger.

## Leben
Georg Königstein studierte ab 1955 an der Akademie der bildenden Künste Wien und schloss das Studium 1961 mit dem Magister Artium ab. 1965 heiratete er Christine Vesely, der erste gemeinsame Sohn Christian wurde 1966 geboren. Im Jahr 1967 gründete Georg Königstein gemeinsam mit Johannes Twaroch die avantypidy presse. Der zweite Sohn, Martin, wurde 1969 geboren. Von 1971 bis 1998 war Georg Königstein Professor an der Pädagogischen Akademie des Bundes in Wien, heute Pädagogische Hochschule, und von 1984 bis 2003 Mitglied des wissenschaftlich-künstlerischen Beirates des Theodor-Körner-Stiftungsfonds. Gemeinsam mit Gattin Christine gründete Georg Königstein 1987 die Edition Koenigstein zur Herausgabe bibliophiler Bücher mit eigener Druckwerkstatt in Klosterneuburg. Georg Königstein ist Mitglied der Internationalen Vereinigung für Hochdruck Xylon.

## Malerei
Georg Königstein ließ sich in jungen Jahren durch Aufenthalte in Paris und New York von den Werken Cézannes und Picassos inspirieren und entschied sich, ihr historisches Erbe weiterzutragen.
Sein analytisches Herangehen an die Wirklichkeit, sie zu erforschen, in klaren Kompositionen festzulegen, dominiert sein Frühwerk. Es ist geprägt von monochromer Farbigkeit. Der Schwerpunkt liegt auf der kubistischen Auseinandersetzung mit Formen und Linien. Ohne die Gegenständlichkeit ganz zu verlassen, entwickelt er eine eigene, individuelle Bildsprache, um mit Linien und Flächen in Harmonie und Spannung einen mehrdimensionalen Bildraum zu gestalten.
Thematisch setzt er seinen Schwerpunkt auf Landschaften und weibliche Körper, welche durch gegenständliche Attribute eine individuelle Note bekommen. Dabei bedient er sich einer Multiplanperspektive. Seinen unverkennbaren Ausdruck findet er in einer Synthese von kubistischem Bildraum und expressionistischem Farbeinsatz. Er lässt in weiterer Entwicklung den reliefartigen Bildraum mit expressiver Farbgebung zu einem vielschichtigen Raum-Zeitgefüge zusammenwachsen. Sichtbare Konturen entfalten sich zu Struktur bildenden Linien, legen sich über deutlich abgegrenzte Flächen, farbig abgestuft, lassen Raum in der Fläche entstehen, Farbraum zu Körpern und Landschaften verdichten. Die natürlichen Körperfarben werden in Objekt übergreifenden Farbflächen aufgelöst, sie tragen Licht, bauen Atmosphäre und Stimmung auf.  Eine überbordende Beschwingtheit wird durch sichtbare Linien und streng begrenzte Teilung gebändigt.

## Illustration, Pressendruck und Verlegertätigkeit
Georg Königstein beschäftigt sich neben der Malerei mit Buchillustrationen. Diese Druckgrafiken werden in den Techniken Radierung, Holzschnitt und Farblinolschnitt mit verlorener Platte ausgeführt. Sie werden in Künstlerbüchern und bibliophilen Büchern in nummerierten und signierten Kleinauflagen mit Schwerpunkt österreichischer Gegenwartsautoren als Originalgrafiken eingebunden. Text und Originalgrafiken werden in der eigenen Druckwerkstatt selbst gedruckt; Layout, Buch- und Schriftgestaltung von Gattin Christine.
In der Edition Koenigstein erschienen u. a. bibliophile Lyrik- und Prosabände zu Texten von Ewald Baringer, Barbara Frischmuth, Ewald Felber, Erich Fitzbauer, Harald Friedl, Friedrich Hahn, Margit Hahn, Heinz Janisch, Christine Koenigstein, Alfred Komarek, Peter Marginter, Annemarie Moser, Barbara Neuwirth, Elisabeth Schawerda, Peter Turrini, Paul Verlaine, Andreas Weber. Die auf wertvollen Papieren gedruckten Bücher enthalten neben den Texten der verschiedenen Autoren signierte Illustrationen von Georg Königstein.

## Einzelausstellungen
Malerei und Buchillustrationen, eine Auswahl:
- 1987  Institut für Wissenschaft und Kunst, Wien
- 1991  Dokumentationszentrum moderner Kunst, St. Pölten
- 1994  Technische Universität, Wien
- 1994–2010  Frankfurter Buchmesse
- 1997  Österreichische Nationalbibliothek, Wien
- 2001  Stadtmuseum Klosterneuburg, Orangerie des Stiftes Klosterneuburg und Minipressenmesse in Mainz
- 2003  Stadtbibliothek Göppingen
- 2004  Griechische Botschaft, Wien
- 2005  Stadtbibliothek Wiener Neustadt und Landesbibliothek St. Pölten
- 2007  Stadtmuseum Klosterneuburg
- 2008, 2009, 2010  Buch Wien
- 2009  6. Norddeutsche Handpressenmesse, Museum für Arbeit und Technik, Hamburg

## Preise
- 1959: Goldene Fügermedaille und Meisterschulpreis der Akademie der Bildenden Künste Wien
- 1998: Goldenes Ehrenzeichen für Verdienste um die Republik Österreich[4]
- 2002: Kulturpreis der Stadt Klosterneuburg